# Pedro Barbosa (jurista)
Pedro Alexandre dos Santos Barbosa (1530/35-1606) fue un jurista portugués y representante del derecho común y del "usus modernus" en Portugal.
Se dedicó a la docencia legislativa en la Universidad de Coímbra entre 1557 y 1564, además de participar en diversas instituciones judiciales, entre ellas, la Inquisición. Fue juez en la Casa de Suplicação y en el Desembargo do Paço, y Chanciller mor del Reino. Escribió numerosos tratados acerca del derecho familiar, la ley de herencia y la ley procesal.